# 西シベリア鉄道支社
西シベリア鉄道支社（ロシア語: Западно-Сиби́рская железная дорога）は、ロシア鉄道公開株式会社の支社（Филиал ОАО «РЖД»）の一つであり、1961年に創設された。シベリア連邦管区に属するオムスク州、ノヴォシビルスク州、ケメロヴォ州、トムスク州、アルタイ地方のロシア鉄道線を管轄する。2012年11月29日以降はレゲル・アブラモビッチが支社長である。

## 歴史
チェリャビンスク - クルガン - オムスク - オビ川間の1408kmの鉄道は国庫の支出で1892年から1896年にかけて建設された。ロシア帝国鉄道省の管理下に置かれ、シベリア鉄道の本部はチェリャビンスクに設置された。1913年にはオムスク鉄道局が設立され、シベリア鉄道もこちらに移管された。1915年にはトムスク支線が建設され、1934年5月3日にソ連鉄道省によって出された政令により、トムスク支線は東シベリア鉄道局の管轄となった。
1940年10月20日にオムスク鉄道局はカラガンダ鉄道局の一部になった。1961年5月9日にはオムスク支局とトムスク支局が合併して「西シベリア鉄道局」が設立された。1979年に西シベリア鉄道局はケメロヴォ鉄道局の一部になったが、1996年には西シベリア鉄道局が設置された。なお、西シベリア鉄道支社の本部ビルは1936年に建設された。

## 路線
- シベリア鉄道：ナズィヴァエフスカヤ駅 - オムスク駅 - ノヴォシビルスク駅 - マリインスク駅
  - ペトロパブロフスク支線（ソ連時代の本線）：イシリクリ駅 - オムスク駅
  - トムスク支線：タイガ駅 - トムスクI駅 - トムスクII駅 - ベールィ・ヤール駅
- トゥルキシブ鉄道：ノヴォシビルスク駅 - バルナウル駅 - ロコチ・アルタイスキー(Локоть-Алтайский)駅 - カザフスタン国境
- タタールスカヤ・マリノヴォエオゼロ鉄道：タタールスカヤ駅 - クルンダ駅 - マリノヴォエ・オゼロ駅
- パヴロダル・バルナウル鉄道：カザフスタン国境 - クルンダ駅 - バルナウル駅
- オムスク・バルナウル鉄道：カルビシェヴォ駅 - チェルラク駅 -（カザフスタン領内）- クルンダ駅 - アルタイスカヤ駅

## 参照
1. ↑  Структура ОАО «РЖД»